# Система контролю рухомого складу
Система контролю рухомого складу або Система контролю поїздів — одна з набору систем перевірки, які необхідні для підтримки безпечного функціонування залізничного транспорту.
Оскільки вагони це важкий транспорт, який має багато рухомих механізмів, що можуть вийти з ладу навіть під час руху або бути несправними, то необхідне інспектування для створення безпеки руху вагонів залізничними коліями. Зношені або зламані деталі можуть волочитися, створювати поштовхи, і взагалі пошкодити вагони або колії під час руху. Деталі вагону і вантажу не повинні виходити за межі вагону, і не повинно бути ніякого витоку чи висипання його вмісту.
Інспекції необхідні не лише перед відправленням поїзду, а також під час його курсування.

## Технології
Після переходу залізниці від блокових станцій і контрольних веж до використання централізованих систем диспетчерського контролю, в ній також з'явилися більш технологічні інструменти контролю.
Технології, які використовуються на залізницях, варіюються від звичайних перемикачів і стрілок і перевірок за допомогою постукування до систем інфрачервоної термографії, лазерного сканування, і ультразвукового аудіо аналізу. Ці пристрої використовуються для діагностики двигунів, вагонів і їхнього навантаження.
Для заміру багатьох параметрів використовуються системи, які поділяються на основні види:
Датчик навантаження на колесо

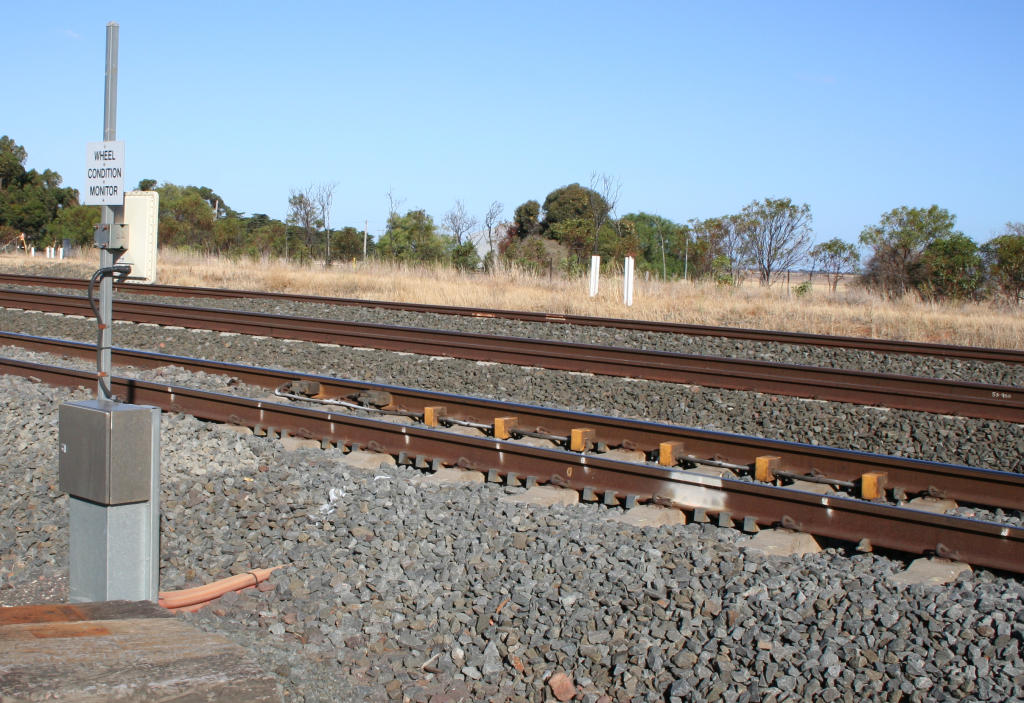
Датчик навантаження на колесо (Австралія)

Сильно навантажені колеса можуть мати пошкодження, при яких вони не котяться плавно рейкою, недоліки колеса можуть викликати вібрацію чи стук. Це призводить до пошкоджень колій і рухомого складу. Чим менше навантаження на колесо, тим імовірніше схід з рейки.
Зважування під час руху
Перевіряє наявність перевантаження або нерівномірного розподілу маси.
Осциляції руху вагона

Блукаючі коливання коліс

Виявляє блукаючі коливання візків або колісних пар; бічні рухи у просторі між рейками колії, які дрейфують туди і назад під час руху складу. Ці рухи можуть бути більш інтенсивні при русі вище певної швидкості в точці контакту коліс з рейками, що потенційно може призвести до пошкодження обох. Цей ефект також призводить до збільшення сили тертя й інших ефектів затрати енергії руху, що призводить до неефективного енергоспоживання при залізничних перевезеннях.
Продуктивність вагона
Виявляє жорсткість або погане управління або набори осей, які не рухаються за складом правильно.
Акустичний аналіз підшипників
Записує звуки за допомогою спеціальних мікрофонів і допомагає виявити внутрішні неполадки підшибників, коли поїзд рухається повз пункт контролю. Вони дуже чутливі і можуть виявити неполадки до того, як підшипник виходить з ладу.
Системи вияву нагріву коліс

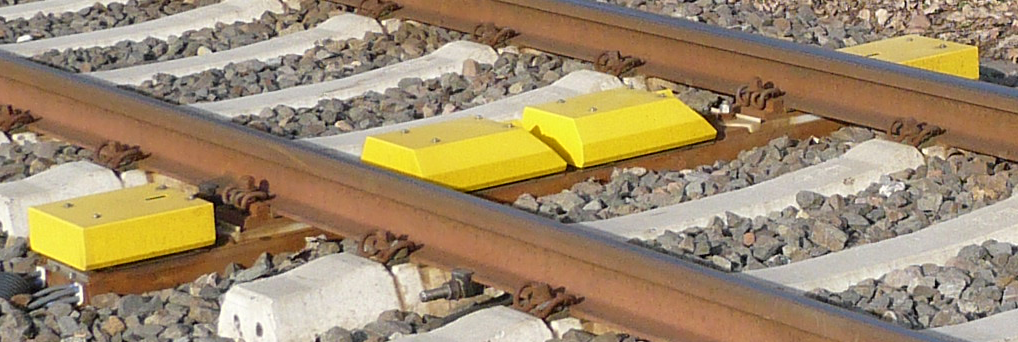
Hot Box & Hot Wheel Detection System PHOENIX MB (SST Signal & System Technik GmbH)

 Виявляють небезпеку при нагріві чи охолоджені елементів коліс: букс, підшипників та дисків та ін., які зазвичай спричинені неполадками і гальмуванням.
Сканери температури підшипників
Використовують чутливі інфрачервоні камери, які називаються пірометри. Пристрій вимірює температуру кожного підшипника, коли потяг рухається вздовж сканера. Ці дані вимірювань порівнюються із встановленими «Рівнями тривог».
Детектори волочіння за потягом
Дозволяють виявити наявність предметів, які зачепилися чи волочаться за поїздом. Система складається з набору пластин, які встановлені на поворотній осі. Предмет, який волочиться за потягом, контактує з пластинами, що призводить до їхнього зміщення і замикання електричного сигналу.
Датчики виміру висоти / ширини
Детектор сходу з рейок

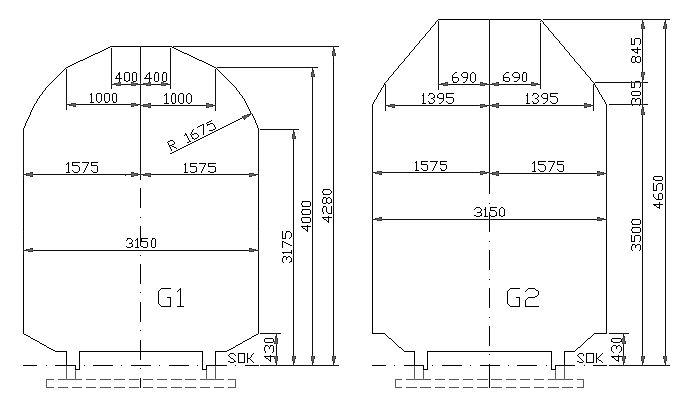
Визначення кліренсу G1 і G2 (Німеччина)

Звичайна система «обриву контакту», яка повідомляє черговій бригаді сигнал тривоги.
Діагностика пантографів

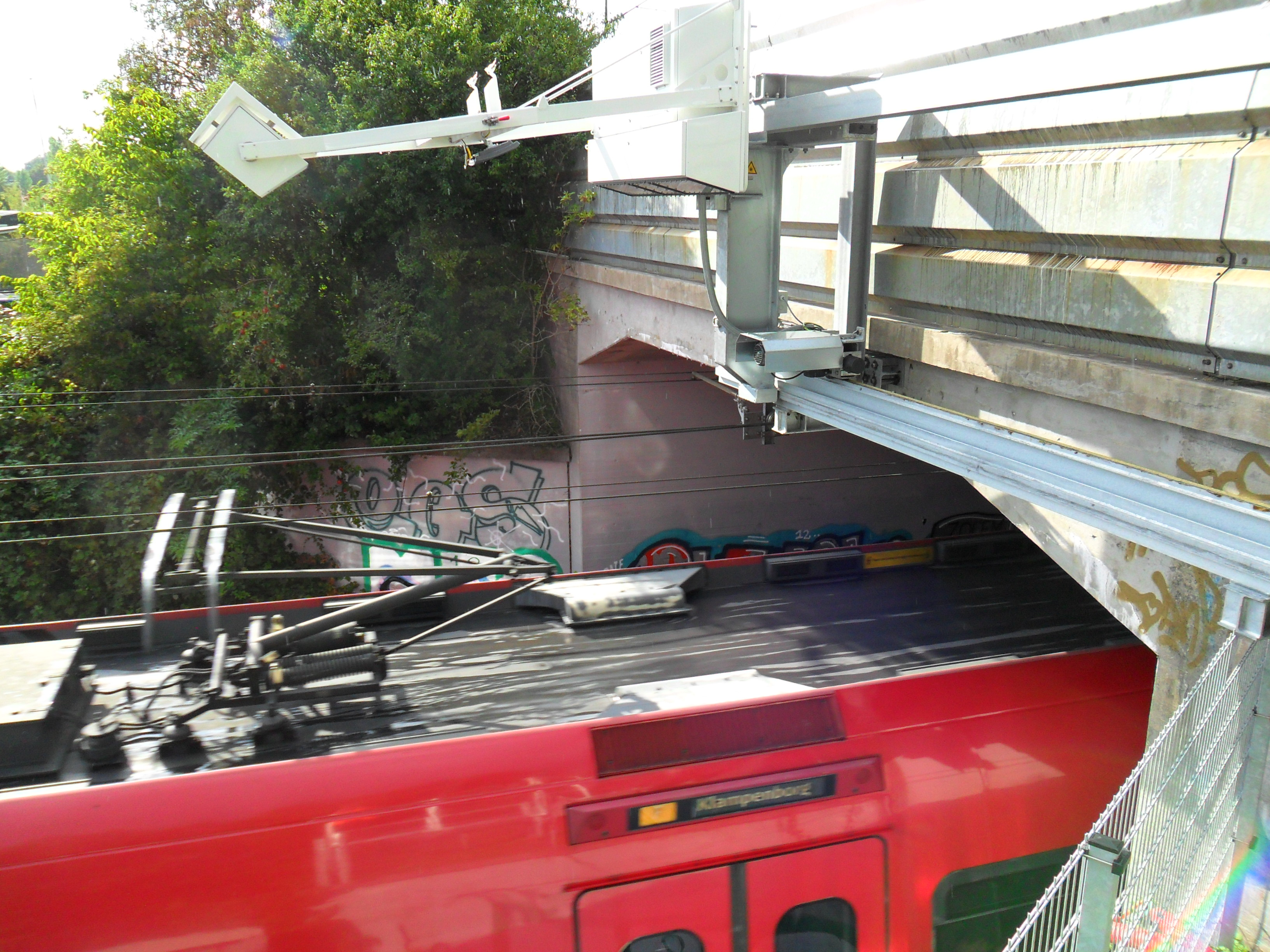
Автоматичний сканер перевіряє пантограф на поїзді, що проїжджає повз нього.

Система, яка контролює пошкодження пантографів. Вони зазвичай працюють за допомогою системи бачення, які роблять знімки пантографів і виконують аналіз за допомогою алгоритмів машинного бачення (розпізнавання образів). Пантографи використовують графітову стрічку для замикання електричного контакту між контактною мережею і струмосприймачем. Коли вона пошкоджена чи зношена, пантограф може обірвати контактну мережу, що призведе до зупинки руху поїздів.
Моніторинг профілю колеса

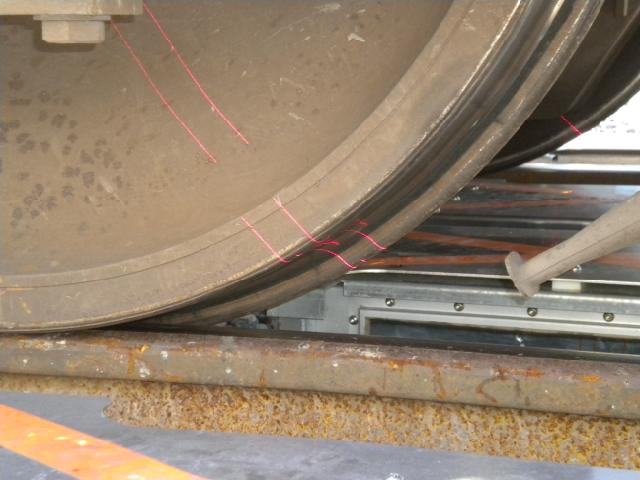
Лазерний сканер профілю колеса

Лазерні і оптичні сканери, які роблять зображення фланця і гребеня. Отримані дані порівнюють з прийнятими нормами. Дозволяє виявити рівень зносу коліс.
Системи прогнозування неполадок
Аналітичні системи збору даних, які дозволяють зробити прогнози виникнення проблем обладнання, при перших ранніх проявах.